# Mar i muntanya

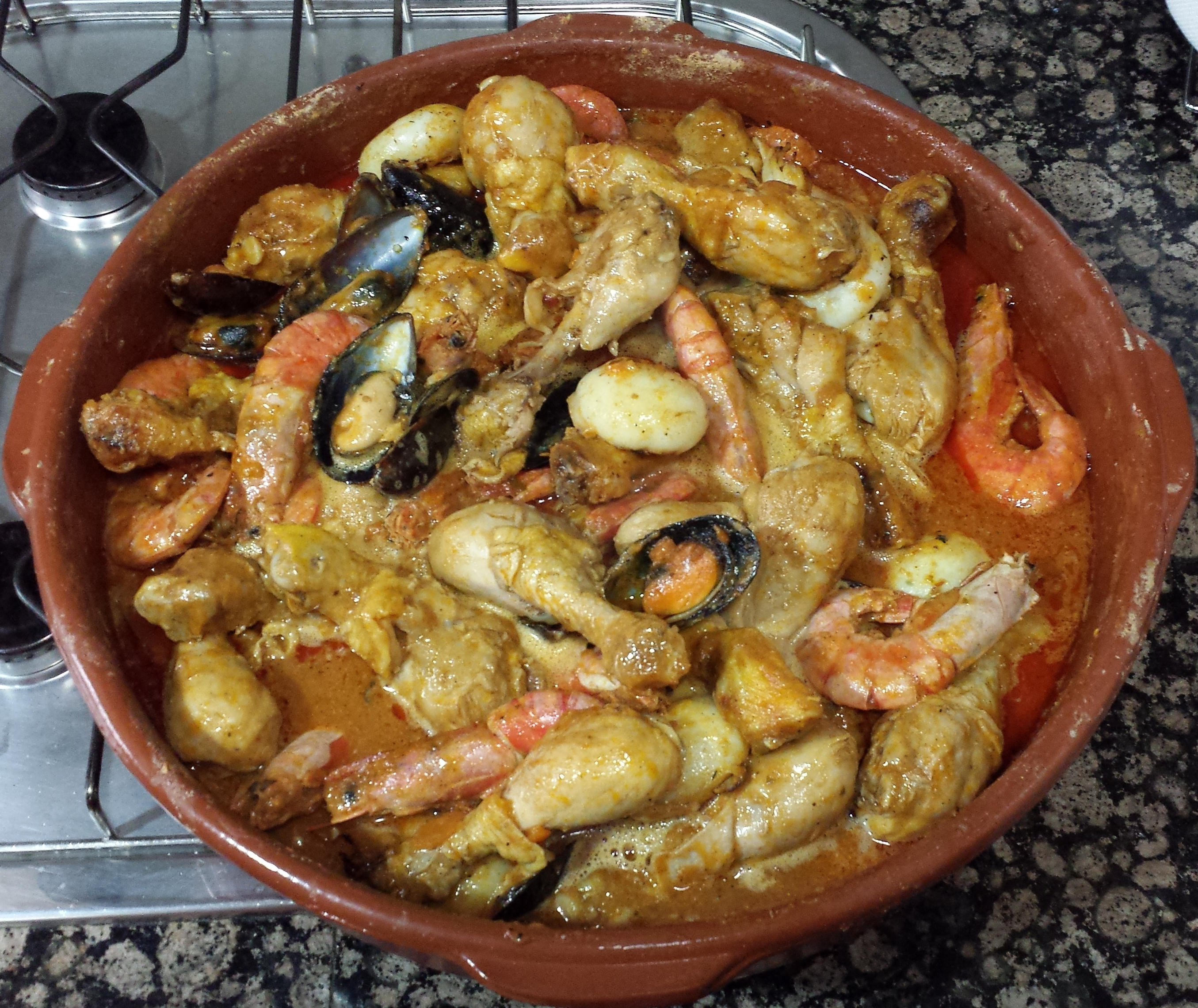
Mar i muntanya.

Mar i muntanya (expresión del catalán que significa Mar y montaña) es una categoría de platos típicos de la cocina catalana que combina el concepto de ingredientes típicos de la montaña (generalmente carne que puede ir desde salchicha, hasta carne de caza) con los ingredientes típicos del mar (generalmente pescado o marisco). Ejemplos de platos bajo este concepto culinario son por ejemplo el pollastre amb llagosta (pollo y langosta), el pollastre amb escamarlans (pollo y cigalas), arròs mar i muntanya con carne y marisco. 